# 偉大的奧馬利
《偉大的奧馬利》（英語：The Great O'Malley）是一部1937年的犯罪電影，由威廉·迪亞特爾執導，主演是帕特·奧布賴恩、西碧爾·傑森、堪富利·保加和安·謝里丹。

## 演員
- 帕特·奧布賴恩（英语：Pat O'Brien (actor)） 飾演 James Aloysius O'Malley
- 西碧爾·傑森（英语：Sybil Jason） 飾演 Barbara Phillips
- 堪富利·保加 飾演 John Phillips
- 安·謝里丹（英语：Ann Sheridan） 飾演 Judy Nolan
- Frieda Inescort（英语：Frieda Inescort） 飾演 Mrs. Phillips
- 唐納德·克里斯普 飾演 Captain Cromwell
- 亨利·歐尼爾（英语：Henry O'Neill） 飾演 Attorney for the Defense
- 克雷格·雷諾茲（英语：Craig Reynolds (actor)） 飾演 Motorist
- 霍巴特·卡凡諾（英语：Hobart Cavanaugh） 飾演 Pinky Holden
- Gordon Hart 飾演 Doctor
- 瑪莉·戈登（英语：Mary Gordon (actress)） 飾演 Mrs. O'Malley
- Mabel Colcord 飾演 Mrs. Flaherty
- 法蘭克·謝里丹（英语：Frank Sheridan） 飾演 Father Patrick
- 莉蓮·哈默（英语：Lillian Harmer） 飾演 Miss Taylor
- 德爾瑪·沃森（英语：Delmar Watson） 飾演 Tubby
- 法蘭克·賴歇爾（英语：Frank Reicher） 飾演 Dr. Larson

## 外部連結
- The Great O'Malley （页面存档备份，存于） in the Internet Movie Database